# Donje Vidovo
Donje Vidovo (cyr. Доње Видово) – wieś w Serbii, w okręgu pomorawskim, w gminie Paraćin. W 2011 roku liczyła 1709 mieszkańców.